# Palomena viridissima
Espèce
Synonymes
- Palomena amplificata Distant, 1880
- Palomena viridissima var. rubicunda Westhoff, 1884
- Palomena viridissima var. simulans Puton, 1881
- Pentatoma rotundicollis Westwood, 1837

Palomena viridissima est une espèce d'insectes hémiptères du sous-ordre des hétéroptères (punaises) de la famille des Pentatomidae.

## Description
Palomena viridissima est très similaire à Palomena prasina. Elle se distingue par ses articles antennaires II et III de taille différente (article II plus long que le III) et par le bord antéro-latéral du pronotum convexe (droit chez P. prasina).

## Distribution
Cette espèce est retrouvée en Europe, sauf en Grande-Bretagne, et en Asie jusqu’en Corée et Inde.

## Classification
L’espèce Palomena viridissima est décrite pour la première fois par l'entomologiste autrichien Nicolaus Poda von Neuhaus en 1761.